# Protorthodes texana
Protorthodes texana är en fjärilsart som beskrevs av Smith 1900. Protorthodes texana ingår i släktet Protorthodes och familjen nattflyn. Inga underarter finns listade i Catalogue of Life.